# هیئت نام‌های جغرافیایی کانادا
هیئت نام‌های جغرافیایی کانادا (GNBC) یک کمیته ملی با دبیرخانه‌ای در منابع طبیعی کانادا، بخشی از دولت کانادا است که اجازه نام‌های استفاده شده و تغییر نام در نقشه‌های رسمی دولت فدرال کانادا را می‌دهد.
این هیئت در دسامبر ۱۸۹۷، به دستور شورا، به عنوان هیئت جغرافیایی کانادا ایجاد شد. این سازمان متشکل از یک عضو هیئت مدیره از هر یک از چهار دپارتمان دولت کانادا، و همچنین نقشه‌بردار کل سرزمین‌های Dominion بود. در دسامبر ۱۸۹۹، دستور در شورا اصلاح شد تا به استان‌ها و مناطق کانادایی این حق داده شود که هر کدام یک مقام را برای عضویت در هیئت مدیره معرفی کنند.